# Gioventù operaia cristiana
La Gioventù operaia cristiana (comunemente abbreviata in GiOC), è un'associazione italiana di giovani lavoratori e delle realtà popolari che svolge un'attività formativa, educativa e di evangelizzazione con e per i giovani stessi.
Come organizzazione ecclesiale risponde ad un compito di evangelizzazione per i giovani lavoratori e popolari e come organizzazione del mondo del lavoro si pone come esperienza che educa all'impegno nella società e nel lavoro.

## Intuizioni

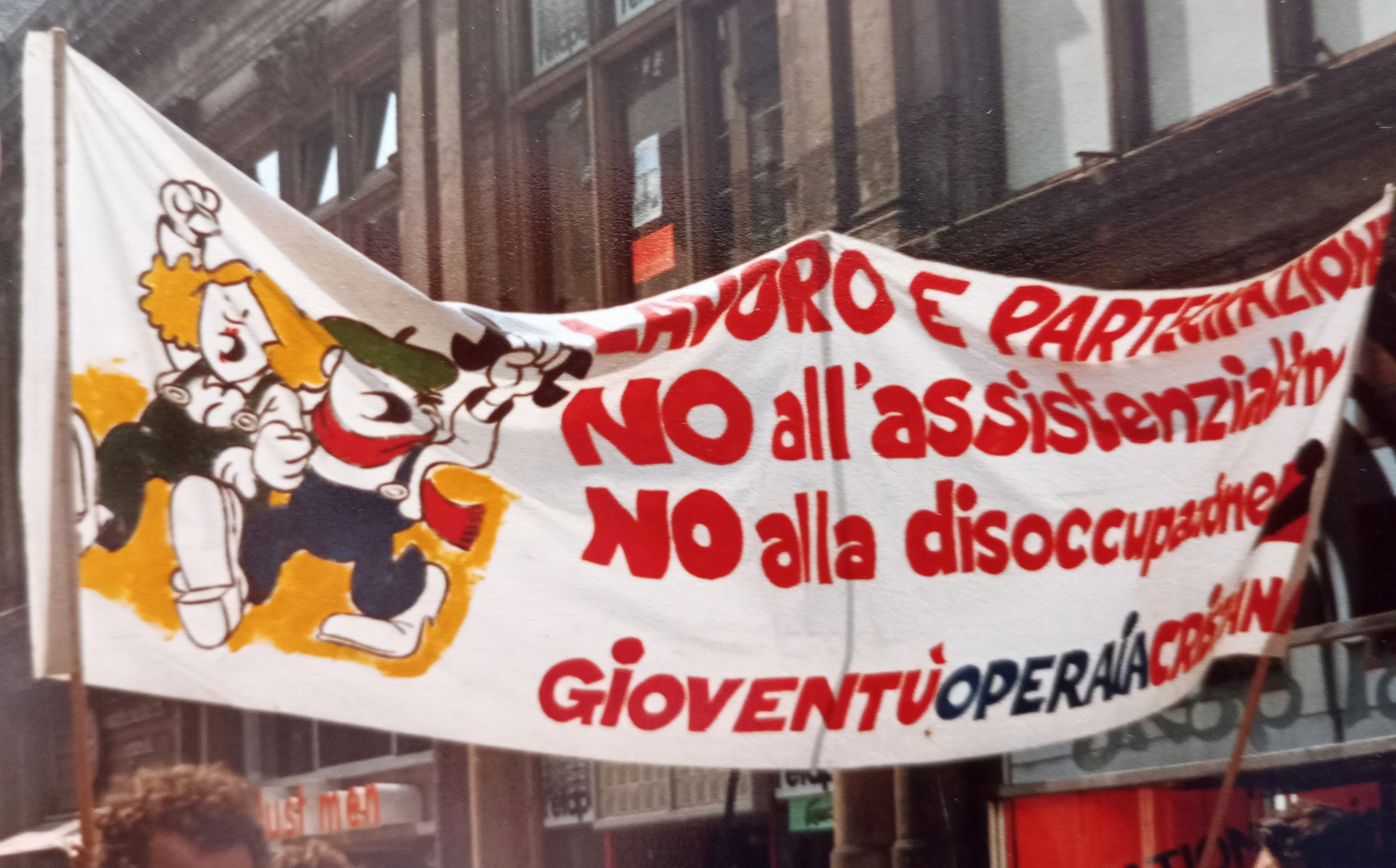
Giugno 1985: striscione della delegazione italiana a una manifestazione della JOC a Strasburgo

La Jeunesse ouvrière chrétienne (JOC) fu fondata in Belgio nel 1925 da Joseph-Léon Cardijn ed è attiva oggi in molti paesi del mondo; la JOC fonda la sua missione su una triplice intuizione:
- ogni giovane lavoratore vale più di tutto l'oro del mondo perché figlio di Dio;
- le difficili condizioni di vita dei giovani operai, apprendisti, disoccupati, lavoratori precari e studenti del mondo popolare spesso non consentono loro di esprimere questa ricchezza;
- la distanza di questa realtà giovanile da tante proposte formative dell'associazionismo religioso e laico rende necessario un movimento realizzato da, con e per i giovani lavoratori.

## Storia della GiOC in Italia
In Italia i primi gruppi GiOC nascono clandestinamente a Torino tra il 1943 e il 1945, per opera di don Esterino Bosco (uno dei tre cappellani del lavoro voluti dall'arcivescovo Maurilio Fossati) e di un gruppo di giovani dell'Azione Cattolica guidati da Domenico Sereno Regis. Il nome del movimento, che era inizialmente Gioventù Operaia, venne cambiato nell'attuale Gioventù Operaia Cristiana verso la fine del 1945.
In breve il movimento si diffuse presso alcuni giovani operai di fabbriche del torinese, ed alla fine del 1945 Sereno Regis viene chiamato a Roma da Luigi Gedda per occuparsi di far diffondere la Gioc nel resto d'Italia: per questo scopo Sereno Regis rivestì la funzione di responsabile nazionale della GIOC fino 1947, sempre in contatto con don Esterino Bosco e Joseph-Léon Cardijn. Gruppi GiOC nasceranno in tutta Italia, e particolarmente consistenti saranno quelli di Rimini, di Roma, della Sardegna e della Puglia.
Viene anche pubblicata una rivista, Gioventù Operaia, che uscì inizialmente a Torino nel 1946 per poi trasformarsi in organo della GIOC nazionale., interrompendo poi le pubblicazioni alla fine degli anni '40 (le riprenderà negli Anni Settanta).
Dopo le elezioni del 1948, però, Gedda preferisce che vi sia un solo movimento di riferimento per i giovani cattolici, l'Azione Cattolica, delegando l'impegno nel mondo del lavoro operaio alle Acli; Sereno Regis deve, così, ritornare a Torino. Continuano alcune esperienze locali, come a Rimini o nello stesso capoluogo piemontese, senza però un coordinamento nazionale, e la realtà rischia quindi di scomparire.
Una prima rinascita si avrà verso la fine degli anni '50 sempre a Torino, per opera di don Carlo Carlevaris, il quale qualche anno dopo diventerà uno dei primi preti operai italiani.
La vera ripresa a livello nazionale del movimento si avrà soltanto a partire dal 1969, l'anno dell'Autunno caldo, sempre partendo da Torino per opera di alcuni sacerdoti come don Mario Operti e di preti operai come don Gianni Fornero, e don Giacomo Garbero, appoggiati dal cardinale Michele Pellegrino.

In contemporanea a ciò, una parte del gruppo dirigente del Movimento Lavoratori di Azione Cattolica decise di uscire dall'Azione Cattolica per rilanciare la Gioc in Italia. A Monteporzio (Roma) dal primo al 3 maggio 1970 ci fu un incontro nazionale con presenti rappresentanti del Veneto (Vittorio Veneto, Padova), Friuli (Pordenone), Emilia-Romagna (Rimini), Puglia (Altamura), Toscana (Colle di Val d'Elsa), che può essere considerato il primo congresso nazionale della GiOC. Sempre in quel periodo iniziò un collegamento a livello nazionale e il movimento si diffuse in numerose città italiane, ma per le modalità con cui era sorto (scissione dal Movimento lavoratori di azione cattolica) e per la radicalità delle posizioni affermate, trovò opposizione a livello ecclesiale: la crisi non tardò a venire e già nel 1972-1973 molte realtà stavano scomparendo. Sopravvissero però alcuni nuclei (Altamura, Vicenza, Rimini) e l'esperienza torinese sostenuta dal cardinale Pellegrino e poco per volta si è definito con sempre più chiarezza l'identità di movimento educativo e di evangelizzazione, percorrendo un itinerario costante di crescita e radicamento.
Nel IV congresso nazionale del 1973 a Montebelluna (TV) si discutono e si approvano le direttive di fondo che orienteranno lo sviluppo degli anni successivi: si afferma che la GiOC vuole essere un movimento che si rivolge ai giovani del mondo operaio con finalità formative e di evangelizzazione.
In quegli anni riprende le pubblicazioni Gioventù Operaia, il mensile ufficiale della GiOC, che da questo momento continua ad uscire fino ai giorni nostri.
A partire dal 1976 emerge la volontà di ricostituire un movimento nazionale e si inizia così a sperimentare il collegamento tra le realtà allora esistenti (Altamura, Rimini, Vicenza, Torino). Nel 1978 si avvia l'esperienza della Campagna d'azione, che segnerà positivamente la storia della GiOC degli anni a venire, permettendole di incontrare migliaia di giovani del mondo operaio e popolare. Nel 1979 si riflette sulla condizione giovanile e sull'aggregazione e si inizia a lavorare all'elaborazione del metodo educativo della GiOC. Nel dicembre 1980 riprende l'esperienza dei congressi, di fatto interrotta, e a Valdieri (CN) si celebra il V Congresso Nazionale dove si approva lo statuto della GiOC e si conclude la campagna su tempo libero e consumi in cui si erano intervistati 4400 giovani (la ricerca fu pubblicata da Il Mulino nel libro La generazione della vita quotidiana).
Nel VI Congresso del 1983, a Saint Jacques in Valle d'Aosta, si riscrive un nuovo documento base della GiOC Italiana anche a partire dalle riflessioni e dalle azioni (tra cui due libri bianchi, uno a livello piemontese e uno a livello nazionale) maturate con la campagna sull'apprendistato del 1982-83, che era stata così decisiva da far riconoscere la GiOC come "movimento degli apprendisti". In quel congresso venne eletto presidente Bruno Longo, poi prematuramente scomparso nell'estate dell'anno successivo in un incidente stradale; a lui verrà dedicato a Torino il Centro Studi Bruno Longo. Negli ultimi anni la storia della GiOC è proseguita con alterne vicende, mantenendo intatta però la sua peculiarità di metodo e di azione. La GiOC Italiana, insieme ad altri movimenti nazionali, fa parte dal 1986 del Coordinamento Internazionale della GiOC (CIGiOC), che ha contribuito a fondare e di cui il primo presidente è stato un italiano ex presidente della GiOC, il torinese Tommaso Panero. Il coordinamento riuniva nel 2005 61 movimenti nazionali diffusi in Europa, Asia, Africa e America Latina e pubblica tre periodici in lingua francese destinati a diverse fasce di lettori: Nouvelles (semestrale), Jeunesse sans Frontières (quadrimestrale) e Aumôniers (un altro semestrale dedicato agli assistenti religiosi dei movimenti membri oltre che alla formazione degli attivisti laici)
Nel XVIII Congresso Nazionale del 2022, a Rimini, il movimento ha rinnovato il proprio direttivo nazionale, con Ilaria Lodato, militante di Piossasco (TO) che ha assunto la carica di presidente.
Nel corso degli anni la GiOC ha avuto una diffusione anche in altre località oltre a quelle in cui era presente tradizionalmente: tra queste nuove presenze ricordiamo Senigallia, Benevento e Gallipoli.
La GiOC aderisce inoltre al progetto Policoro, una iniziativa della CEI rivolta ai giovani disoccupati e sottoccupati dell'Italia meridionale.